# 奉化府
奉化府，是明代交阯承宣布政使司下轄的一個府。
明成祖永樂五年六月癸未（1407年7月5日）改天长府置奉化府，領縣四：美禄县、胶水县、西真县、顺为县。治所在美禄县（今越南南定省美禄县）。辖境相当今越南中部南定省部分地。宣德二年（1427年）十一月，明军撤退，废除奉化府。地入安南。

明代交阯承宣布政使司